# 2.º Batalhão Ranger
O 2º Batalhão de Rangers, atualmente baseado na Joint Base Lewis-McChord ao sul de Seattle, Washington, Estados Unidos, é o segundo de três batalhões Rangers pertencentes ao 75º Regimento Ranger do Exército dos Estados Unidos .

## História

### Segunda Guerra Mundial

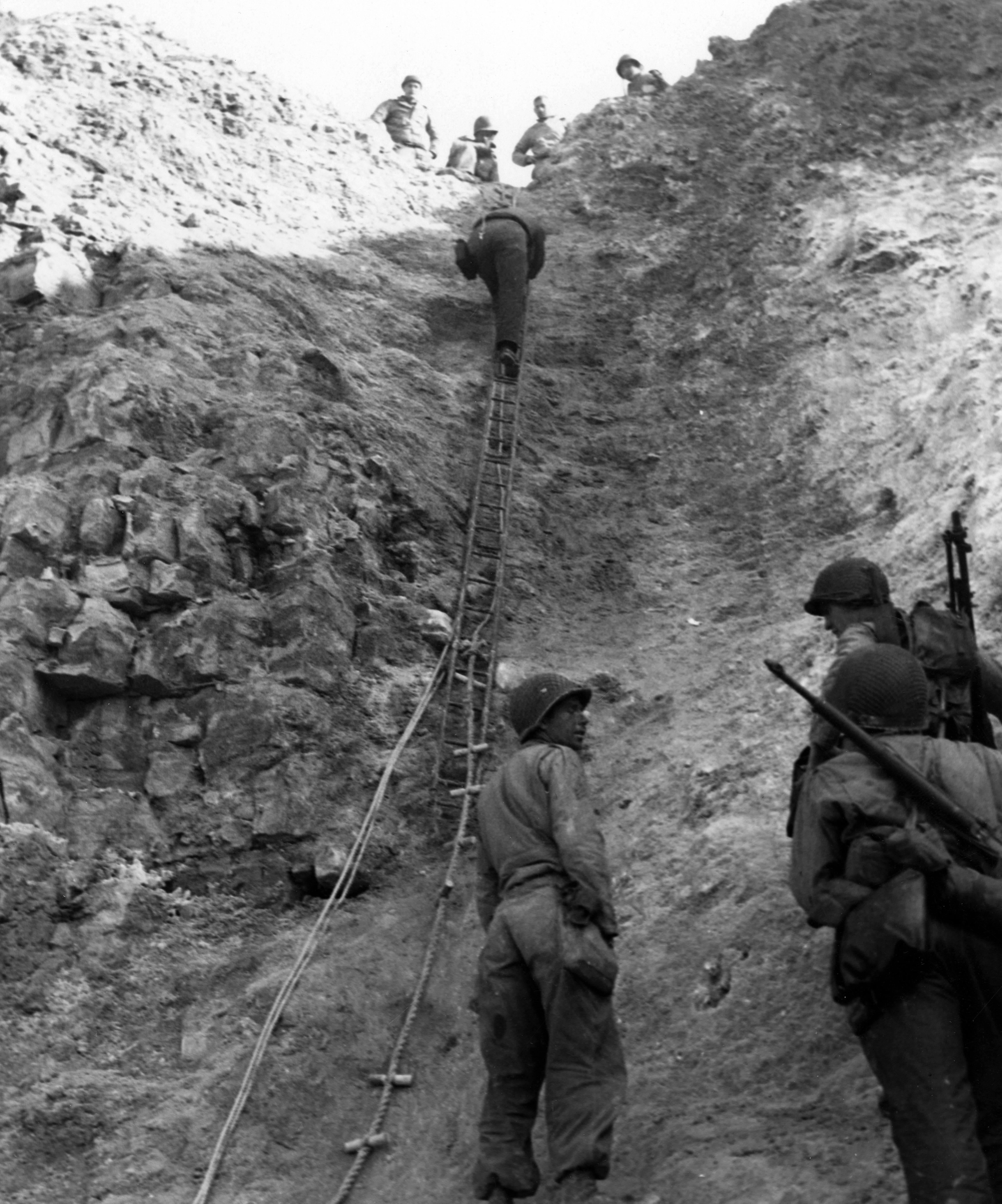
Rangers demonstrando as escadas de corda usadas para atacar Pointe du Hoc

Em 1 de abril de 1943, o 2º Batalhão Ranger foi formado em Camp Forrest, Tennessee, juntamente com o 5º Batalhão Ranger. Ambos os batalhões foram oficialmente ativados em setembro de 1943 e enviados para a Grã-Bretanha, onde foram preparados para a Operação Overlord como parte de seis batalhões de Rangers da Segunda Guerra Mundial.
Em 6 de junho de 1944, as companhias Dog, Easy e Fox, comandadas pelo tenente-coronel James Rudder, desembarcaram em Pointe du Hoc de embarcações de desembarque LCA e DUKW "Ducks" especialmente modificados operados pela Marinha Real . Os 225 Rangers partiram da Grã-Bretanha para lançar um ataque aos penhascos com vista para o Canal da Mancha. A fim de aumentar a força do 2º Batalhão, os membros do que era anteriormente o 29º Rangers também foram designados. 
Várias embarcações de desembarque contendo Rangers e suprimentos viraram nas águas tempestuosas e muitos Rangers se afogaram devido ao equipamento pesado, mas outros foram salvos e içados para outros DUKWs para participar do ataque. Os Rangers planejavam pousar na base dos penhascos às 06:00 horas, no entanto, devido a um erro de navegação, eles pousaram com quase uma hora de atraso. Isso custou a vida de mais Rangers, bem como o elemento surpresa. Durante o ataque, os 190 Rangers restantes escalaram os penhascos utilizando escadas de corda, mas apenas 90 Rangers ainda foram capazes de portar armas após dois dias de luta implacável. Durante o assalto, o 2º Batalhão conseguiu desativar uma bateria de artilharia francesa de 155 mm capturada pelos alemães, que era seu objetivo principal. Essas armas deveriam ser apontadas para a praia de Utah, no entanto, os Rangers impediram seu uso, salvando vidas americanas nas margens da Normandia.
Enquanto isso, as Companhias Able, Baker e Charlie desembarcaram junto com o 5º Rangers, a 1ª Divisão de Infantaria e a 29ª Divisão de Infantaria na Praia de Omaha . Eles sofreram baixas extremamente pesadas, mas foram capazes de completar seus objetivos do Dia D. A Able sozinha perdeu até 96% do seu efetivo com apenas dois homens saindo das praias. Os 2ºs Rangers foram posteriormente envolvidos na Batalha de Brest e na Batalha da Floresta Hürtgen, onde lideraram o ataque à Colina 400, Bergstein. O batalhão foi desativado após a guerra junto com o 5º e 6º Batalhão .

### Pós-Segunda Guerra Mundial
O 2º Batalhão Ranger foi reativado em 1 de outubro de 1974, como uma unidade de combate de elite oito meses após o 1º Batalhão Ranger . As cores e a linhagem do 2º Batalhão Ranger foram passadas da Companhia H, 75º Ranger de Infantaria, da Guerra do Vietnã - a unidade mais condecorada e mais antiga da história do LRP/Ranger.
Os modernos batalhões Rangers são ativos estratégicos, preparados para realizar missões de curto prazo em todo o mundo. Em 1984, o batalhão tornou-se parte do recém-formado Comando de Operações Especiais, 75º Regimento de Rangers. O 2/75 participou da Operação Fúria Urgente em outubro de 1983. Durante a invasão de Granada, o 2º realizou um assalto de paraquedas de baixo nível (500 pés), tomou o aeródromo de Point Salines, resgatou cidadãos americanos no True Blue Medical Campus e conduziu operações de assalto aéreo para eliminar bolsões de resistência.
Em dezembro de 1989 o batalhão participou da Operação Just Cause . O 2º e 3º Batalhões Ranger e uma equipe regimental de comando e controle, realizaram um assalto de paraquedas ao aeródromo de Rio Hato, para neutralizar as companhias de rifles da Força de Defesa do Panamá e apreender a casa de praia do general Manuel Noriega. Após a conclusão bem-sucedida desses ataques, os Rangers realizaram operações de acompanhamento em apoio à Força-Tarefa Conjunta (JTF)-Sul. Os Rangers capturaram 1.014 prisioneiros de guerra inimigos (EPW) e mais de 18.000 armas de vários tipos. Os Rangers sofreram 5 mortos e 42 feridos.

### Guerra ao Terror

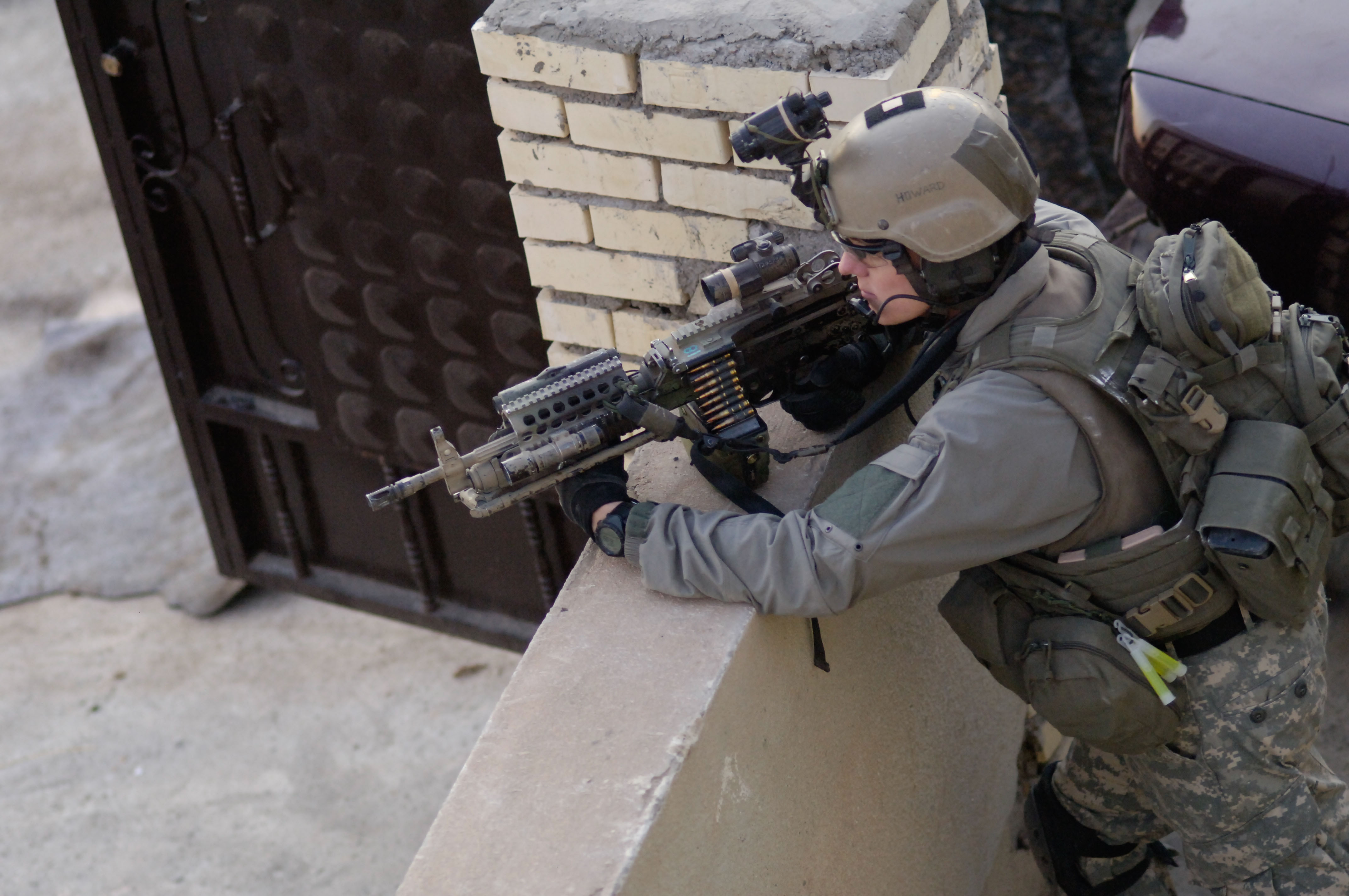
Um Ranger do 2º Batalhão Ranger realizando uma vigilância durante as operações de combate no Iraque.

Após os ataques de 11 de setembro, o batalhão tem se desdobrado continuamente em apoio à Guerra Global contra o Terrorismo . Em março de 2002, o 2º Batalhão foi enviado ao Afeganistão em apoio à Operação Liberdade Duradoura e realizou vários ataques aéreos, invasões, patrulhas e emboscadas contra as forças anticoalizão. Em dezembro de 2002, elementos do 2º Batalhão novamente desdobrados em apoio à Operação Enduring Freedom, seguidos em fevereiro de 2003 por todo o batalhão. Este período marcou a primeira vez na história do regimento de guardas florestais moderno que um batalhão ranger foi necessário para realizar operações de combate de longa duração e sustentadas.
O batalhão participou da invasão do Iraque em 2003 no início da Guerra do Iraque, em 26 de março de 2003, a  Companhia B apoiou os Navy SEALs da DEVGRU na missão Objective Beaver . Em 1 de abril de 2003, 290 Rangers do batalhão e 1/75 participaram do resgate bem-sucedido do PFC Jessica Lynch . O 2º Batalhão também foi a primeira força americana com botas no solo em Bagdá para que pudessem estabelecer uma base de operações para unidades de acompanhamento e mais tarde participaram de operações para capturar terroristas conhecidos e procurados que operam no país. De novembro a dezembro de 2003, o batalhão desdobrado novamente para o Afeganistão, Rangers perseguiram inimigos nas regiões mais remotas do país, sem impedimentos por altitudes extremas e frio intenso, o batalhão realizou patrulhas de montanha em altitudes acima de 9.000 pés, patrulhas móveis através de grandes centros populacionais, e realizaram ataques aéreos e ataques de ação direta em objetivos inimigos fortemente defendidos.
De março a maio de 2004 e de julho a outubro de 2004, o batalhão foi implantado no Iraque e no Afeganistão,
Em 7 de junho de 2006, Rangers do 2º pelotão da companhia C, acompanharam os operadores da Delta Force até uma fazenda na aldeia Hibhib, a nordeste de Baquba, Iraque, onde o JSOC havia rastreado Abu Musab al-Zarqawi (o líder da AQI ), que foi depois destruído em um ataque aéreo por um F-16C . As forças dos EUA recuperaram Zarqawi gravemente ferido, que acabou sucumbindo aos ferimentos.
Em 22 de fevereiro de 2016, 16 Rangers do 2º batalhão foram mortos na Guerra ao Terror. O Army Times informou que, para ações durante sua implantação de outubro de 2016 a janeiro de 2017 no Afeganistão em apoio à Sentinela da Operação Liberdade, 5 Rangers do batalhão receberam a Estrela de Bronze com dispositivo "V" e mais 5 receberam a Medalha de Comenda de Serviço Conjunto com "V" dispositivo.
Em 18 de maio de 2017, mais de 150 Rangers do 2º Batalhão foram homenageados com condecorações de combate por seu trabalho durante a Operação Sentinela da Liberdade.
Em 24 de novembro de 2018, membros do 2º Batalhão realizaram um ataque noturno contra líderes seniores da Al-Qaeda no distrito de Kash Rod, província de Nimruz, ao lado da obscura força parceira Ktah Khas afegã. Durante o ataque, o sargento do Exército Ranger Leandro Jasso foi morto por fogo amigo de um operador de Ktah Khas, de acordo com uma investigação sobre sua morte obtida pelo Army Times. Todos os operadores de Ktah Khas negaram ter atirado em Jasso. No total, 10 combatentes inimigos foram mortos naquela noite.
As principais tarefas da unidade incluem: ação direta, resposta a emergências nacionais e internacionais, operações de assalto aéreo e paraquedista , reconhecimento especial, inteligência e contra-inteligência, busca e salvamento em combate, recuperação de pessoal e resgate de reféns, operações especiais conjuntas e combate ao terrorismo .

## Linhagem
O 2º Batalhão do 75º Regimento de Rangers traça sua linhagem para duas unidades; Companhia H, 475º Regimento de Infantaria (anteriormente conhecida como 5307ª Unidade Composta (Provisória), ou " Marotos de Merrill ") e Companhia A, 2º Batalhão de Rangers. As unidades originalmente tinham linhagens separadas, mas foram consolidadas em 1986.
- Constituído em 3 de outubro de 1943 no Exército dos Estados Unidos no Teatro de Operações China-Birmânia-Índia como elemento da 5307ª Unidade Composta (Provisória)
- Consolidada em 10 de agosto de 1944 com a Companhia H, 475ª Infantaria (constituída em 25 de maio de 1944 no Exército dos Estados Unidos), e unidade consolidada designada como Companhia H, 475ª Infantaria
- Desativado 01 de julho de 1945 na China
- Redesignado 21 de junho de 1954 como Companhia H, 75ª Infantaria
- Distribuído em 26 de outubro de 1954 ao Exército Regular
- Ativado em 20 de novembro de 1954 em Okinawa
- Inativado em 21 de março de 1956 em Okinawa
- Ativado em 1 de fevereiro de 1969 no Vietnã
- Inativado 15 de agosto de 1972 no Vietnã
- Redesignado em 1 de outubro de 1974 como Quartel-General e companhia de Quartel General, 2° Batalhão, 75° Infantaria, e ativado em Fort Lewis, Washington (elementos orgânicos simultaneamente constituídos e ativados)
- Companhia de comando consolidada em 3 de fevereiro de 1986 com a antiga Companhia A, 2º Batalhão de Infantaria (ver ANEXO); 2º Batalhão, 75º Infantaria, simultaneamente redesignado como 2º Batalhão, 75º Regimento Ranger

### Anexo
- Constituído em 11 de março de 1943 no Exército dos Estados Unidos como Companhia A, 2º Batalhão de Rangers
- Ativado em 1º de abril de 1943 em Camp Forrest, Tennessee
- Redesignado 01 de agosto de 1943 como Companhia A, 2d Batalhão de Infantaria Ranger
- Inativado em 23 de outubro de 1945 em Camp Patrick Henry, Virgínia
- Redesignado 29 de julho de 1949 como Companhia A, 2º Batalhão de Infantaria
- Ativado em 15 de setembro de 1949 na Zona do Canal do Panamá
- Inativado 04 de janeiro de 1950 na Zona do Canal do Panamá
- Redesignado 25 de outubro de 1950 como a 2ª Companhia de Infantaria Ranger e atribuído ao Exército Regular
- Ativado em 28 de outubro de 1950 em Fort Benning, Geórgia
- Inativado 1 de agosto de 1951 na Coréia
- Redesignado 24 de novembro de 1952 como Companhia A, 2° Batalhão de Infantaria Ranger
- Ativado em 1º de julho de 1955 na Islândia
- Inativado em 11 de março de 1960 em Fort Hamilton, Nova York
- Consolidada em 15 de abril de 1960 com a 4ª Companhia, 2º Batalhão, 1º Regimento, 1ª Força de Serviço Especial (ativada em 9 de julho de 1942), e unidade consolidada redesignada como Companhia de comando, 10º Grupo de Forças Especiais, 1ª Forças Especiais
- Consolidada em 30 de setembro de 1960 como companhia de comando, 10º Grupo de Forças Especiais (ativado em 11 de junho de 1952), e unidade consolidada designada como companhia de comando, 10º Grupo de Forças Especiais, 1º Forças Especiais (elementos orgânicos constituídos e ativados concomitantemente em 20 de março de 1961)
- Ex-Companhia A, 2º Batalhão de Infantaria, retirado em 3 de fevereiro de 1986, consolidado como Quartel-General, 2º Batalhão, 75º Infantaria e unidade consolidada redesignada como Quartel-General, 2º Batalhão 75º Regimento de Rangers (restante do 10º Grupo de Forças Especiais, 1º Forças Especiais - daqui em diante linhagem separada)

## Prêmios de unidade e streamers

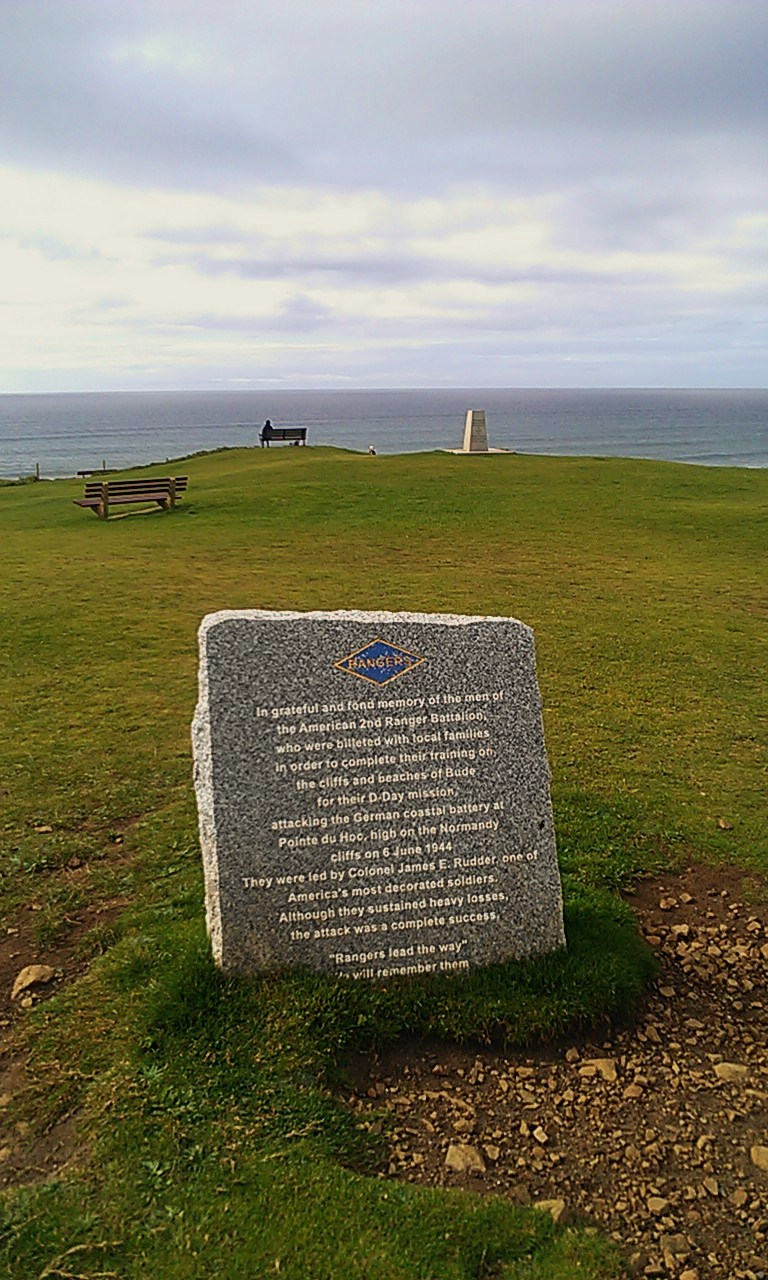
Memorial erguido pelo Batalhão para marcar seu tempo gasto em Bude, Cornualha durante a Segunda Guerra Mundial

O 2º Batalhão ganhou vários prêmios de unidade e streamers de batalha. Entre eles estão:
- Citação da Unidade Presidencial (Exército), serpentina bordada EL GUETTAR
- Citação da Unidade Presidencial (Exército), Streamer bordado SALERNO
- Citação da Unidade Presidencial (Exército), Streamer bordado POINTE DU HOC
- Citação da Unidade Presidencial (Exército), Streamer bordado SAAR RIVER AREA
- Citação da Unidade Presidencial (Exército), Streamer bordado MYITKYINA
- Citação de Unidade Presidencial (Exército), Streamer bordado VIETNÃ 1966–68
- Prêmio Unidade Valorosa, Streamer bordado VIETNAM – II CORPS AREA
- Prêmio Unidade Valorosa, Streamer bordado VIETNÃ – BINH DUONG PROVINCE
- Prêmio Unidade Valorosa, Streamer bordado VIETNÃ – CAMBODIA FISH HOOK 1970
- Prêmio Unidade Valorosa, Streamer bordado VIETNAM – III CORPS AREA 1969
- Prêmio Unidade Valorosa, Streamer bordado VIETNAM – III CORPS AREA 1971
- Prêmio Unidade Valorosa, Streamer bordado VIETNÃ – THUA THEIN-QUANG TRI PROVINCES 1968
- Prêmio Unidade Valorosa, Streamer bordado GRANADA 1983
- Comenda de Unidade Meritória (Exército), Streamer bordado VIETNÃ 1968
- Comenda da Unidade Meritória (Exército), Streamer bordado VIETNÃ 1969
- Comenda de Unidade Meritória (Exército), Streamer bordado VIETNÃ 1969–70
- Comenda da Unidade Meritória (Exército), Streamer bordado ÁREA DO PACÍFICO
- Prêmio Unidade de Mérito Conjunta, Stream bordado PANAMÁ 1989
- Prêmio Unidade Valorosa, IRAQUE[14]
- Prêmio Unidade Valorosa, AFEGANISTÃO[14]

## Ex-alunos notáveis do 2º Batalhão
- General Austin S. Miller, atual comandante da Resolute Support Mission . Ex-líder de pelotão da companhia A, 2º batalhão, 75º Regimento de Rangers . Miller também serviu na Delta Force .
- O primeiro tenente John P. Abizaid serviu como líder de pelotão de 1975 a 1976 na companhia Alpha e mais tarde como XO da companhia Charlie de 1976 a 1977. Ele passou a comandar o Comando Central na segunda Guerra do Golfo. Sua mudança nos métodos de inteligência levou à captura de Saddam Hussein . Aposentou-se como general.
- O tenente-general David Barno, comandou o 2º Batalhão de Rangers de 1993 a 1994. Mais tarde tornou-se Comandante, Operações Militares-Afeganistão.
- Brigadeiro General James Emory Mace, destinatário de Distinguished Service Cross (Vietnã), 2º Comandante do Batalhão Ranger e o primeiro Comandante da Brigada de Treinamento Ranger; 15º Ranger Hall of Fame anual empossado 2007.
- O tenente-coronel Wayne A. Downing foi o terceiro comandante de batalhão do 2º Batalhão de Rangers e, eventualmente, comandou o 75º Regimento de Rangers e o Comando de Operações Especiais. Aposentou-se como general.
- Capitão Gerald Heaney, da Segunda Guerra Mundial, desembarcou na Normandia nas primeiras horas do Dia D, Heaney foi um dos três únicos ainda na linha de frente com os Rangers no Dia VE. Ele serviu por quase quarenta anos como juiz federal no Tribunal de Apelações do Oitavo Circuito dos Estados Unidos.
- O capitão Robert L. Howard foi nomeado três vezes para a Medalha de Honra por suas ações no Vietnã, recebendo-a uma vez. Howard comandou a Alpha Company de aproximadamente 1975 a 1977. Howard foi posteriormente introduzido no Ranger Hall of Fame.
- Sargento de Primeira Classe Matt Larsen, pai do sistema Modern Army Combatives, fundador da United States Army Combatives School .
- Segundo tenente Leonard Lomell, serviu como líder de pelotão durante os desembarques do Dia D. Foi premiado com a Cruz de Serviços Distintos por suas ações.
- Sargento de primeira classe Leroy Petry, destinatário da Medalha de Honra na Guerra do Afeganistão
- O coronel James Earl Rudder, comandante do 2º Batalhão de Rangers durante a Segunda Guerra Mundial, depois major-general USAR e presidente da Texas A&M University, liderou o ataque Ranger a Pointe du Hoc no Dia D.
- Sargento de Primeira Classe Randy Shughart, franco-atirador ganhador da Medalha de Honra que foi morto durante a Batalha de Mogadíscio.
- Cabo Pat Tillman, um jogador de futebol americano que deixou sua carreira na NFL e se alistou no Exército dos Estados Unidos em maio de 2002 e foi morto em 22 de abril de 2004.
- Sargento Stephen Trujillo, premiado com a Estrela de Prata durante a Operação Fúria Urgente, a primeira Estrela de Prata concedida desde o Vietnã, depois de resgatar companheiros Rangers de uma aeronave derrubada enquanto estava sob fogo inimigo direto.
- General Stanley McChrystal, comandou o 2º Ranger Bat de 94 a 96, mais tarde passou a comandar as forças dos EUA e da ISAF no Afeganistão
- SFC Jason Everman, músico mais conhecido por tocar nas bandas grunge Nirvana e Soundgarden antes de se alistar em 1994.
- Sargento Mat Best, vice-presidente da Black Rifle Coffee Company.
- Sargento Kris Paronto, contratado de segurança da Equipe de Resposta Global da CIA durante o ataque de 2012 ao posto diplomático dos EUA em Benghazi, Líbia, ex-membro da Companhia B, 2º Batalhão de Rangers.
- Sargento de Primeira Classe Vincent “Rocco” Vargas, Ator, Escritor e Produtor
- Sargento-mor Joshua Wheeler, ex-operador da Delta Force e ganhador da Silver Star . Ele foi o primeiro membro do serviço americano morto em ação como resultado de fogo inimigo enquanto lutava contra militantes do ISIS e o primeiro americano a ser morto em ação no Iraque desde novembro de 2011.
- Sargento John Whitley, secretário interino do Exército dos EUA.
- Especialista Luke Elliott Sommer, ladrão de banco.[15]